# بلاك إيس
بلاك إيس (بالإنجليزية: Black Ace)‏ هو موسيقي أمريكي، ولد في 21 ديسمبر 1905 في هوغز سبرينغز في الولايات المتحدة، وتوفي في 7 نوفمبر 1972 في فورت وورث في الولايات المتحدة بسبب سرطان.

## وصلات خارجية
- بلاك إيس على موقع ميوزك برينز (الإنجليزية)
- بلاك إيس على موقع أول ميوزيك (الإنجليزية)
- بلاك إيس على موقع ديسكوغز (الإنجليزية)